# Seboncourt
Seboncourt é uma comuna francesa na região administrativa de Altos da França, no departamento de Aisne. Estende-se por uma área de 11,79 km², com 1 111 habitantes, segundo os censos de 1999, com uma densidade de 94 hab/km².